# 张珂 (唐朝)
张珂（9世纪—？），唐朝末年泾原节度使，或作张球。唐昭宗乾宁四年（897年）十月，泾原节度使还是张珂的族人张琏（二人之间的具体亲戚关系待考），但光化二年（899年）正月，张珂已是泾原军留后，并被宣武军节度使朱全忠表为节度使。当年，凤翔节度使李茂贞驱逐张珂，朝廷不能制，九月任李茂贞兼泾原节度使。此后没有张珂的记载。